# Radicaal 46
Van de in totaal 214 Kangxi-radicalen heeft radicaal 46 de betekenis berg. Het is een van de eenendertig radicalen die bestaat uit drie strepen.
In het Kangxi-woordenboek zijn er 636 karakters die dit radicaal gebruiken.

## Karakters met het radicaal 46

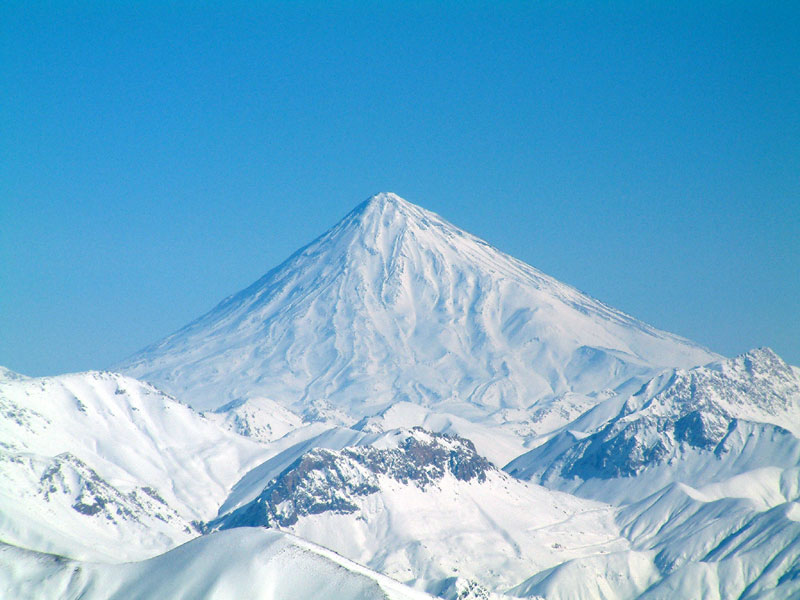
De berg Damavand in Iran.

| Strepen | Karakter |
| ------- | --- |
| + 0     | 山 |
| + 1     | 乢 屲 |
| + 2     | 屳 屹 屺 屻 屼 屽 屾 屿 岀 岁 岂 岃                                                                                           |
| + 4     | 岄 岅 岆 岇 岈 岉 岊 岋 岌 岍 岎 岏 岐 岑 岒 岓 岔 岕 岖 岗 岘 岙 岚 岛 岜                                                    |
| + 5     | 岝 岞 岟 岠 岡 岢 岣 岤 岥 岦 岧 岨 岩 岪 岫 岬 岭 岮 岯 岰 岱 岲 岳 岴 岵 岶 岷 岸 岹 岺 岻 岼 岽 岾 岿 峀 峁 峂 峃 峄 峅    |
| + 6     | 峆 峇 峈 峉 峊 峋 峌 峍 峎 峏 峐 峑 峒 峓 峔 峕 峖 峗 峘 峙 峚 峛 峜 峝 峞 峟 峠 峡 峢 峣 峤 峥 峦 峧                         |
| + 7     | 峨 峩 峪 峫 峬 峭 峮 峯 峰 峱 峲 峳 峴 峵 島 峷 峸 峹 峺 峻 峼 峽 峾 峿 崀 崁 崂 崃 崄 崅                                     |
| + 8     | 崆 崇 崈 崉 崊 崋 崌 崍 崎 崏 崐 崑 崒 崓 崔 崕 崖 崗 崘 崙 崚 崛 崜 崝 崞 崟 崠 崡 崢 崣 崤 崥 崦 崧 崨 崩 崪 崫 崬 崭 崮 崯 |
| + 9     | 崱 崲 嵟 嵠 嵡 嵢 嵣 嵤 嵥 嵦 嵧 嵨 嵩 嵪 嵫 嵬 嵭 嵮 嵯 嵰 嵱 嵲 嵳 嵴 嵵 嵶 嵷 嵸 嶋                                        |
| + 11    | 嵹 嵺 嵻 嵼 嵽 嵾 嵿 嶀 嶁 嶂 嶃 嶄 嶅 嶆 嶇 嶈 嶉 嶊 嶌 嶍 嶎                                                                |
| + 12    | 嶏 嶐 嶑 嶒 嶓 嶔 嶕 嶖 嶗 嶘 嶙 嶚 嶛 嶜 嶝 嶞 嶟 嶠 嶡 嶢 嶣 嶤 嶥                                                          |
| + 13    | 嶦 嶧 嶨 嶩 嶪 嶫 嶬 嶭 嶮 嶯 嶰 嶱 嶲 嶳 嶴 嶵 嶶                                                                            |
| + 14    | 嶷 嶸 嶹 嶺 嶻 嶼 嶽 嶾 嶿 |
| + 16    | 巀 巁 巂 巃 巄 巅 |
| + 17    | 巆 巇 巈 巉 巊 巋 巌 |
| + 18    | 巍 巎 巏 巐 |
| + 19    | 巑 巒 巓 巔 巕 |
| + 20    | 巖 巗 巘 巙 巚 |

Orakelbotkarakter
Bronskarakter
Groot zegelkarakter
Klein zegelkarakter